# Polikarpov ITP
Polikarpov ITP (ITP je zkratka z ruského Истребитель Тяжелый Пушечный, volně přeloženo těžká stíhačka s kanónovou výzbrojí) byl sovětský jednomístný stíhací letoun, jehož prototyp byl navržen v roce 1941.

## Historie
V listopadu 1940 navrhl Nikolaj Nikolajevič Polikarpov stíhací letoun, vybavený těžkým kanónem, navržený k doprovodu a zastavování bombardérů a pozemním útokům proti obrněným vozidlům. Nové ITP využívalo nový dvanáctiválcový vidlicový motor Klimov M-107P (VK-107P) s výkonem tehdy pouze 965 kW a také jeden kanón Špitalnyj-Komarickij ŠK-37 ráže 37 mm v ose vrtule a dva synchronizované kanóny ŠVAK ráže 20 mm nad motorem. Výzbroj ITP (M-1) mohla být doplněna o čtyři pumy po 100 kg, nebo osm neřízených raket RS-82. Letoun vycházel z Polikarpovových starších návrhů, převážně z nerealizovaného návrhu letounu Polikarpov I-200 (toto bylo později znovu přepracováno jako MiG-1 a MiG-3) a z letounu Polikarpov I-185.
Stavba prvního prototypu ITP (M-1) byla zahájena v květnu 1941, dokončen byl v září 1941. Po německých útocích byl ale tento letoun evakuován do Novosibirsku. Stroj zalétal 23. února 1942 zkušební pilot Alexej Nikašin. Motor M-107P se ukázal jako nespolehlivý a proto byl na sklonku roku 1942 nahrazen motorem M-107PA. S touto změnou byla také pozměněna výzbroj, kterou dále tvořily pouze tři kanóny ráže 20 mm. Zkoušky ve vzduchu nebyly dokončeny, protože kostra letounu procházela zároveň statickými zkouškami na zemi.
Druhý prototyp ITP (M-2) byl vyroben v roce 1942. Byl vybaven motorem Mikulin AM-37, který byl později (v prosinci) nahrazen výkonnějším motorem Mikulin AM-39. Poprvé vzlétl 23. listopadu 1943, kde dosáhl maximální rychlosti 600 km/h v nízké výšce a 655 km/h ve výšce 2500 m. Projekt počítal s vyšší rychlostí, ale motor nebyl ještě zcela dokonalý.
První zkoušky ukázaly, že zkušený pilot v tomto letounu má větší šanci zničit německá lehká a střední obrněná vozidla, než pilot v legendárním letounu Iljušin Il-2. Problémy s motorem jeho vývoj velmi zpomalily, až byl nakonec po Polikarpovově smrti v červnu 1944 zastaven úplně.

## Specifikace (M-2)

### Technické údaje
- Délka: 9,2 m
- Rozpětí: 10 m
- Výška: 2,65 m
- Nosná plocha: 16,50 m²
- Hmotnost prázdného letadla: 2 910 kg
- Hmotnost naloženého letadla: 3 570 kg
- Specifické zatížení: 216 kg/m²
- Hmotnost/výkon: 380 W/kg
- Pohonná jednotka: 1 × kapalinou chlazený vidlicový dvanáctiválec Mikulin AM-39, výkon 1345 kW

### Výkony
- Maximální rychlost: 655 km/h
- Maximální dolet: 980 km
- Praktický dosah: 11,5 km
- Stoupavost: 13,9 m/s

### Výzbroj
- 3 × kanón ŠVAK ráže 20 mm
- 4 × 100kg puma nebo 8 × raketa RS-82